# Нефёдов, Виктор Леонидович
Виктор Леонидович Нефёдов (род. 2 мая 1959, Яшкино, Оренбургская область) — российский политический деятель, депутат Государственной думы четвёртого (2003—2007) и пятого созыва (2007—2011).

## Биография
Окончил Оренбургский политехнический институт, Оренбургский сельскохозяйственный институт.
1994—1998 — заместитель председателя Законодательного Собрания Оренбургской области первого созыва; с марта 1998 г. по декабрь 2001 г. — заместитель председателя Законодательного Собрания второго созыва; в декабре 2001 г. был избран в Совете Федерации РФ на срок до окончания полномочий Собрания; в июне 2002 г. был вновь утвержден в этой должности Законодательным Собранием области третьего созыва, был членом Комитета Совета Федерации по делам Содружества Независимых Государств, членом Комиссии по информационной политике

### Депутат госдумы
7 декабря 2003 г. был избран депутатом Государственной Думы РФ четвёртого созыва по федеральному списку, был членом фракции «Единая Россия», членом Комитета по делам Содружества Независимых Государств и связям с соотечественниками. 2 декабря 2007 г. избран депутатом Государственной Думы РФ пятого созыва в составе федерального списка кандидатов, выдвинутого партией «Единая Россия».

## Награды
- Орден «Содружество» (30 мая 2007 года, МПА СНГ) — за активное участие в деятельности Межпарламентской Ассамблеи и её органов, вклад в укрепление дружбы между народами государств — участников Содружества[4].
- Почётная грамота Совета Федерации Российской Федерации[3].